# 김태민 (방송인)
김태민(1978년 9월 5일~2023년 10월 30일)은 대한민국의 방송인이다.

## 학력
- 계명대학교 통상학부

## 방송
- MBC TV : 《생방송 오늘아침》

## 수상
- 2012년 : MBC 연예대상 시사교양부문 특별상

## 사망
2023년 11월 1일 뇌출혈로 인하여 갑자기 사망했다. 이 여파로 인해 MBC 《생방송 오늘아침》 제작진이나 임현주 아나운서도 깊은 애도를 표한 바 있었다.